# یواس‌اس سی‌ولف (اس‌اس‌ان-۲۱)
یواس‌اس سی‌ولف (اس‌اس‌ان-۲۱) (به انگلیسی: USS Seawolf (SSN-21)) یک زیردریایی کلاس متوسط  است که طول آن ۳۵۳ فوت (۱۰۸ متر) می‌باشد. این زیردریایی در سال ۱۹۹۵ ساخته شده است. و هم اکنون در نیروی دریایی امریکا  درحال خدمت است